# Mark Leadbeater
Mark Paul Leadbeater (* 9. Januar 1964) ist ein für England startender Badmintonspieler aus Guernsey. 

## Karriere
Mark Leadbeater startete für Guernsey mehrfach erfolgreich bei den Island Games. 1985 und 1995 war er dort im Einzel erfolgreich, 1991, 1995 und 1997 im Doppel sowie 1995 und 1997 im Mixed. 1997 und 2000 siegte er bei den Jersey Open.

## Sportliche Erfolge
| Saison | Veranstaltung | Disziplin    | Platz | Name                                |
| ------ | ------------- | ------------ | ----- | ----------------------------------- |
| 1985   | Island Games  | Herreneinzel | 1     | Mark Leadbeater                     |
| 1991   | Island Games  | Herrendoppel | 1     | Jimmy McKenna / Mark Leadbeater     |
| 1995   | Island Games  | Mixed        | 1     | Mark Leadbeater / Sarah Le Moigne   |
| 1995   | Island Games  | Herrendoppel | 1     | Darren Le Tissier / Mark Leadbeater |
| 1995   | Island Games  | Herreneinzel | 1     | Mark Leadbeater                     |
| 1997   | Jersey Open   | Herreneinzel | 1     | Mark Leadbeater                     |
| 1997   | Island Games  | Mixed        | 1     | Mark Leadbeater / Sarah Le Moigne   |
| 1997   | Island Games  | Herrendoppel | 1     | Glenn MacFarlane / Mark Leadbeater  |
| 2000   | Jersey Open   | Herreneinzel | 1     | Mark Leadbeater                     |